# Carrocera Castrosua
Carrocera Castrosua, S. A. es una carrocera de autobuses gallega que se localiza en Santiago de Compostela, España. Destacan sus alianzas con marcas como Scania y Volvo, además, desde septiembre de 2022 se encuentra aliada con BYD para la fabricación de autobuses eléctricos, comenzando por los eBus BYD-Castrosua.

## Modelos actuales
La producción de Castrosua está destinada principalmente al tráfico urbano con el modelo New city, también con el Nelec y suburbano con el Castrosua Magnus E, si bien, a través de la marca Carsa perteneciente al grupo, comienza a adentrarse en el segmento del autocar con la carrocería Stellae. A continuación se presenta una pequeña reseña de cada uno de los modelos que actualmente comercializa Carrocera Castrosua.

### 75 CS
El 75CS es la nueva apuesta de Grupo Castrosua lanzada en el año 2023 en el segmento de la movilidad eléctrica interurbana. Se trata de una carrocería diseñada para bastidores eléctricos en configuración Low Entry (clase II), ofreciendo una solución avanzada, eficiente y sostenible para el transporte de cercanías. Este modelo, que rinde homenaje al 75º aniversario de la compañía, es el resultado de la constante innovación de Castrosua en el desarrollo de vehículos más eficientes y adaptados a las nuevas exigencias de movilidad sostenible.

### NELEC (New Electric Castrosua)
El último modelo creado por la carrocera. El NELEC (New Electric Castrosua) fue presentado en enero del 2021 en el canal oficial de Castrosua. Se trata del primer autobús urbano eléctrico de Castrosua, De momento solo se ha carrozado en chasis Scania. Entre sus novedades está la sustitución de espejos por cámaras, botones de parada táctiles, diseño más moderno etc. Cabe señalar que desde su presentación todavía no se ha comercializado ninguno, Tussam fue una de las primeras empresas en probar este modelo de autobús.

### New City
El nuevo modelo urbano de la carrocera, presentado en la FIAA 2014, sustituye al Castrosua City Versus, tanto en el catálogo de Castrosua como de sus filiales Carsa e Insucar. Ofrece un interior y exterior totalmente renovado. Adaptado al tráfico en las grandes ciudades, es carrozable en todos los chasis del mercado en longitudes que van desde los 10 hasta los 18 metros. Existen versiones de Gasoil y Gas Natural Comprimido (GNC).

### Magnus E
Es una evolución del Castrosua Magnus que se presentó en la FIAA 2010 que se celebró en Madrid. El modelo scania que se ha presentado en esta feria es de piso bajo, no obstante, este Castrosua posteriormente se comenzó a fabricar también como carrocería para piso alto como en los modelos Magnus más antiguos, puesto que su fabricante había anunciado la existencia de la probabilidad de que esto tuviese lugar en tiempos posteriores.
En 2012 tuvo un pequeño restyling en su parte delantera, Existen versiones de Gasoil y Gas Natural Comprimido (GNC).

### Magnus H
Se trata de una versión híbrida del Castrosua Magnus que fue presentada el 13 de septiembre de 2018 con su primera unidad fabricada carrozada con Scania.
En 2021 varias empresas en España adquirieron este modelo, siendo los primeros Magnus H fabricados.

### Stellae
fue el nuevo modelo de Castrosua que vino a sustituir al anterior modelo, el Master 36 que era un autobús de largo recorrido que sólo se carrozaba sobre chasis Volvo. 
Este modelo fue presentado en la BusWorld 2011 para cubrir este segmento y a día de hoy se carroza sobre todos los chasis del mercado.

## Modelos anteriores

### Híbrido Tempus

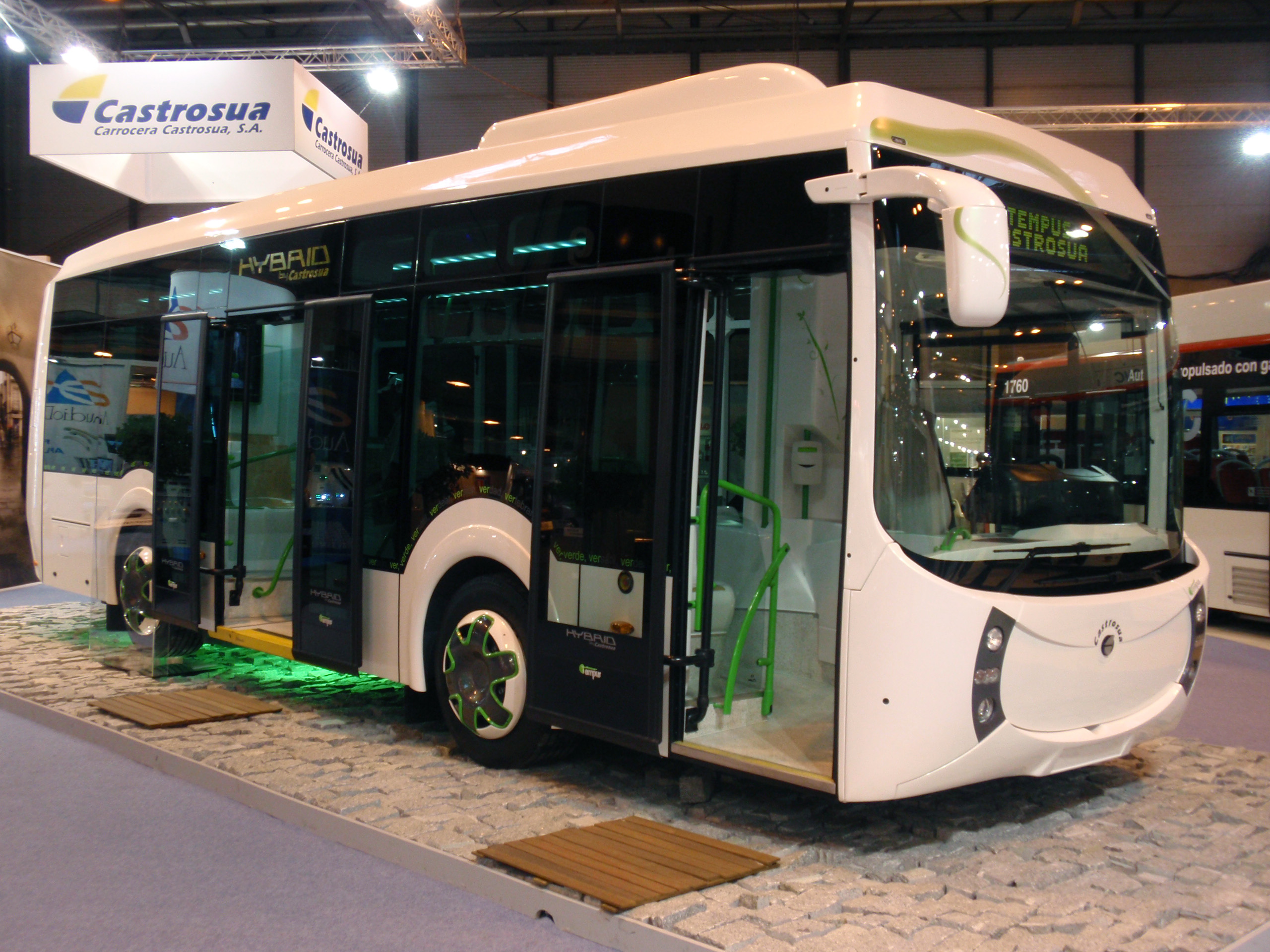
Castrosua Tempus en la FIAA (Feria Internacional del Autobús y el Autocar) en Madrid en 2008.

Carrocera Castrosua presentó en la edición 2008 de la FIAA el autobús híbrido eléctrico "Tempus"., de 17 plazas sentadas (más la del conductor) y 40 de pie. Es un híbrido enchufable de rango extendido (lleva un generador diésel a bordo para cuando se acaban las baterías).
El mismo se encuentra incluido en el Proyecto Electrobús del Ministerio de Industria / IDAE.
Ahora el híbrido Tempus dispone de una versión eléctrico + diésel de 11,3 metros que dispone TMB y en 2012 el modelo Tempus Hibrido + Gas Natural comprimido que se expuso en la FIAA 2010 llegó a la EMT Madrid en el año 2012,y fueron 13 unidades.
En la FIAA 2012 se presentó una nueva versión de este autobús siendo esta eléctrico + gas licuado petróleo (GLP). Este autobús circuló en pruebas en la empresa municipal vallisoletana Auvasa, una de las compañías españolas con más autobuses de GLP.
Se denominó de esta manera hasta la creación de la empresa Vectia de la mano de Castrosua y CAF a finales del año 2013 cuando pasó a llamarse Vectia Teris.

### City Versus

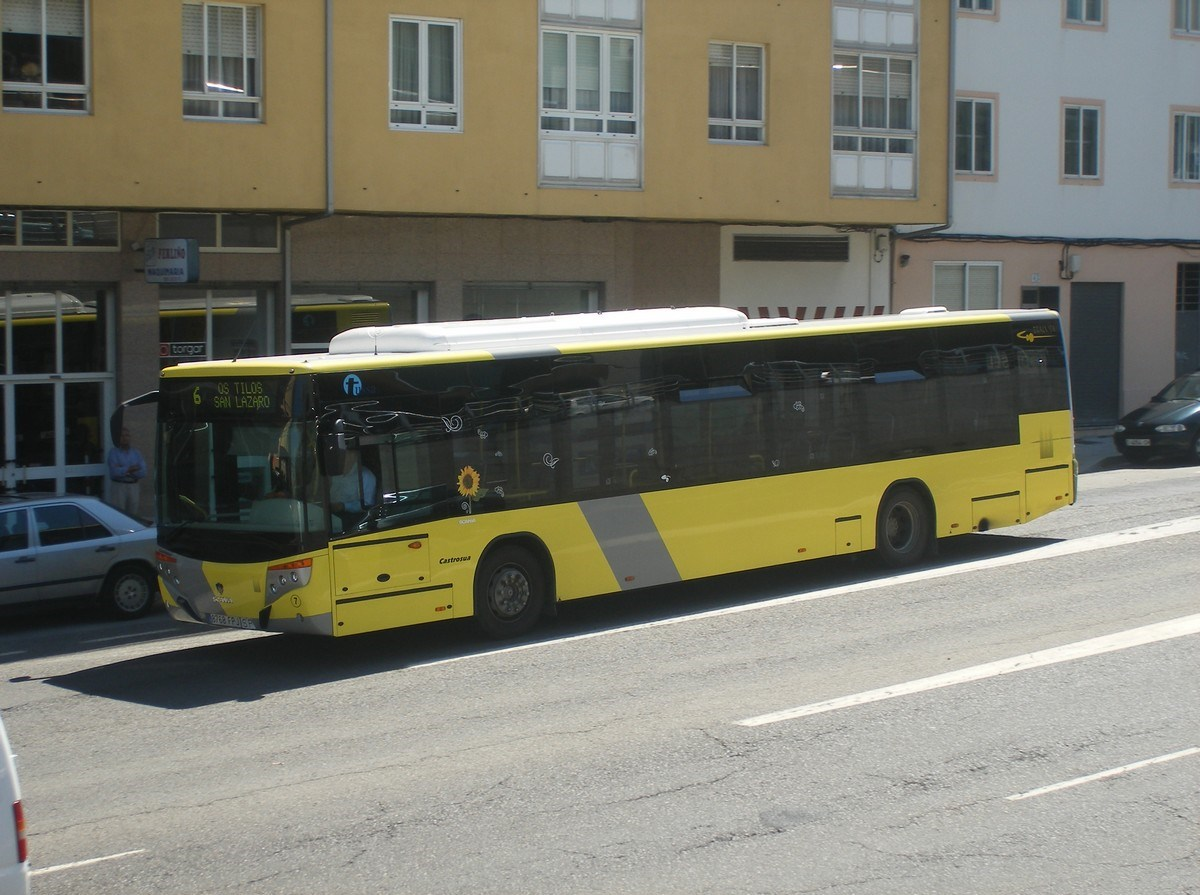
Scania N270UB 4X2 Castrosua City versus

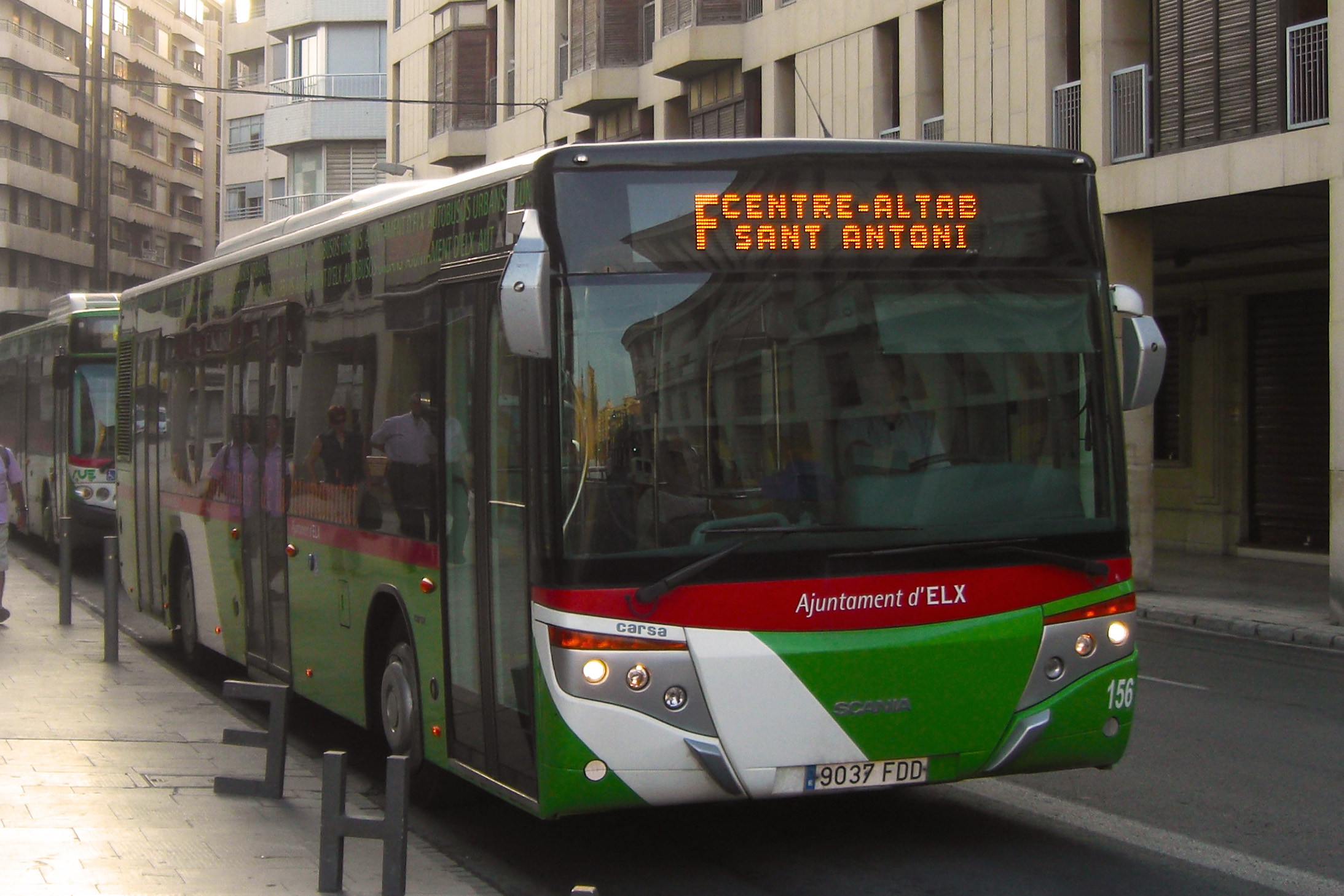
Scania N230UB 4X2 Castrosua City Versus.

El City Versus fue un modelo de Castrosua que se presentó en el año 2004 y el cual se dejó de fabricar en 2014 debido a que apareció su sucesor el New City, desde entonces están disponibles ambos modelos pero el primero bajo pedido especial.

### CS40 City
El CS-40 City fue un modelo de Castrosua que apareció a finales de los años 80 y que remplazó al CS30 City anterior.
En 1997 se le aplicó un restyling importante a este modelo, por lo que la carrocería adquirió un aspecto más moderno y pasó llamarse CS-40 City II

### Magnus
El Castrosua CS-40 Magnus apareció en el año 2000, se trataba de un nuevo modelo diferente a los que existían hasta entonces. 
En 2006 tuvo un restyling, tras el cual pasó a llamarse Magnus II.
En 2010 apareció el Magnus E que reemplazó al Magnus II, tiempo después el Magnus II quedaría descatalogado definitivamente.